# Liste d'hôtels particuliers de la Manche
Cet article recense de manière non exhaustive les hôtels particulier, situés dans le département français de la Manche en région Normandie. Il est fait état des inscriptions et classements au titre des monuments historiques.

## Classement par communes
Cette liste présente les différents édifices selon un classement par communes (découpage de 2016).
| Commune  | Nom                       | Geoloc                      | Logo monument historique                                          | Note                              | Image |
| -------- | ------------------------- | --------------------------- | ----------------------------------------------------------------- | --------------------------------- | ----- |
| Carentan | Hôtel de Ponthergé        | 49° 18′ 18″ N, 1° 15′ 53″ O | Inscrit MH (1927, partiellement).                                 |                                   |       |
| Valognes | Hôtel d'Eu                | 49° 30′ 45″ N, 1° 28′ 07″ O | Inscrit MH (2012, partiellement).                                 | XVIe siècle remanié XVIIIe siècle |       |
| Valognes | Hôtel de Beaumont         | 49° 30′ 20″ N, 1° 28′ 13″ O | Inscrit MH (1927, partiellement) Classé MH (1979, partiellement). | XVIIe siècle                      |       |
| Valognes | Hôtel de Blangy           | 49° 30′ 42″ N, 1° 28′ 09″ O | Inscrit MH (1993).                                                | fin XVIIe, début XVIIIe siècle    |       |
| Valognes | Hôtel de Grandval-Caligny | 49° 30′ 24″ N, 1° 28′ 02″ O | Inscrit MH (1982, partiellement).                                 | XVIIIe siècle                     |       |